# Elapsoidea chelazziorum
Elapsoidea chelazziorum är en ormart som beskrevs av Lanza 1979. Elapsoidea chelazziorum ingår i släktet Elapsoidea och familjen giftsnokar. IUCN kategoriserar arten globalt som starkt hotad. Inga underarter finns listade i Catalogue of Life.
Arten förekommer endemisk i södra Somalia. Honor lägger ägg. Habitatet utgörs av öppna torra skogar med sandig mark.